# Фиалка хасанская
Фиа́лка хаса́нская (лат. Vīola chassānica) — вид травянистых растений рода Фиалка (Viola) семейства Фиалковые (Violaceae).

## Ботаническое описание
Многолетнее травянистое растение высотой 5—10 см.
Листья длиной 2—4 см, яйцевидно-сердцевидные; собраны в розетку.
Цветки белые, 17—20 мм длиной. Наблюдается клейстогамия. Цветёт в мае — июне.
Плод — бурая коробочка.
Число хромосом 2n = 20.

## Распространение и среда обитания
В России известно два местонахождения вида в Приморском крае. За пределами России встречается в КНДР и Китае.
Обитает в дубняках.

## Охранный статус
Занесена в Красную книгу Приморского края.